# Wahlen 1857
◄◄ | ◄ | 1853 | 1854 | 1855 | 1856 | Wahlen 1857 | 1858 | 1859 | 1860 | 1861 | ► | ►►

Weitere Ereignisse
Die Liste der Wahlen 1857 umfasst Parlamentswahlen, Präsidentschaftswahlen, Referenden und sonstige Abstimmungen auf nationaler und subnationaler Ebene, die im Jahr 1857 weltweit abgehalten wurden.
Das damalige Wahlrecht entsprach typischerweise nicht den Wahlrechtsgrundsätzen der direkten, geheimen und gleichen Wahl. Zeittypisch waren oft nur kleine Teile der Bevölkerung wahlberechtigt, ein Frauenwahlrecht war nicht gegeben.

## Termine
| Land                   | Datum                 | Link zur Wahl 1857         | Link zur letzten Wahl | Bemerkung |
| ---------------------- | --------------------- | -------------------------- | --------------------- | --------- |
| Schweiz                | 28. Oktober           | Schweizer Parlamentswahlen | 1854                  |           |
| Vereinigtes Königreich | 28. April bis 18. Mai | Britische Unterhauswahl    | 1852                  |           |